# NGC 4486A
NGC 4486A is een elliptisch sterrenstelsel in het sterrenbeeld Maagd. Het hemelobject werd op 18 maart 1781 ontdekt door de Franse astronoom Charles Messier.

## Synoniemen
- UGC 7658
- MCG 2-32-110
- ZWG 70.141
- ARAK 372
- VCC 1327
- PGC 41377